# Норт-Сент-Пол (Міннесота)
Норт-Сент-Пол (англ. North St. Paul) — місто (англ. city) в США, в окрузі Ремсі штату Міннесота. Населення — 12 364 особи (2020).

## Географія
Норт-Сент-Пол розташований за координатами 45°0′49″ пн. ш. 93°0′2″ зх. д. / 45.01361° пн. ш. 93.00056° зх. д. (45.013628, -93.000666).  За даними Бюро перепису населення США в 2010 році місто мало площу 7,79 км², з яких 7,38 км² — суходіл та 0,41 км² — водойми.

## Демографія
Згідно з переписом 2010 року, у місті мешкало 11 460 осіб у 4615 домогосподарствах у складі 2982 родин. Густота населення становила 1471 особа/км².  Було 4822 помешкання (619/км²).
Расовий склад населення:
| - 81,2 % — білих - 7,0 % — чорних або афроамериканців - 6,6 % — азіатів - 0,6 % — корінних американців - 0,1 % — вихідців з тихоокеанських островів - 1,6 % — осіб інших рас |

До двох чи більше рас належало 2,9 %. Частка іспаномовних становила 4,9 % від усіх жителів.
За віковим діапазоном населення розподілялося таким чином: 22,7 % — особи молодші 18 років, 64,2 % — особи у віці 18—64 років, 13,1 % — особи у віці 65 років та старші. Медіана віку мешканця становила 38,5 року. На 100 осіб жіночої статі у місті припадало 96,5 чоловіків;  на 100 жінок у віці від 18 років та старших — 93,1 чоловіків також старших 18 років.
Середній дохід на одне домашнє господарство  становив 66 076 доларів США (медіана — 55 708), а середній дохід на одну сім'ю — 79 790 доларів (медіана — 69 190). Медіана доходів становила 47 684 долари для чоловіків та 42 639 доларів для жінок. За межею бідності перебувало 15,2 % осіб, у тому числі 21,9 % дітей у віці до 18 років та 2,9 % осіб у віці 65 років та старших.
Цивільне працевлаштоване населення становило 5927 осіб. Основні галузі зайнятості: освіта, охорона здоров'я та соціальна допомога — 25,7 %, роздрібна торгівля — 13,1 %, виробництво — 11,3 %.